# Alue Dua (Makmur)
Alue Dua is een bestuurslaag in het regentschap Bireuen van de provincie Atjeh, Indonesië. Alue Dua telt 577 inwoners (volkstelling 2010).